# Aspartilna proteaza
Aspartilna proteaze ili aspartatne proteaze EC 3.4.23 su katalitički tip proteaznih enzima, koji koriste aktivirane molekule vode vezane za jedan ili više aspartatnih ostataka. Oni kataliziraju razgradnju peptidnih supstrata. U principu, oni u aktivnom mestu imaju dva visoko konzervirana aspartata, a optimalno su aktivni u kiselom pH. Gotovo sve poznate aspartilne proteaze se inhibiraju pepstatinom.
Karakterizovane su aspartatne endopeptidaze kičmenjačkog, gljivičnog i retrovirusnog porekla. Opisano je više aspartil endopeptidaza asociranih sa obradom bakterijskog tipa 4 prepilina i arheanskog preflagelina.
Eukariotske asparaginske proteaze obuhvataju pepsine, katepsine i renine. Oni imaju dvodomensku strukturu, koja proizlazi iz predačke duplikacije. HIV-1 retrovirusna proteaza i retrotranspozonska proteaza ( PF00077) su znatno manji, a čini se da mogu biti homologni jednom domenu eukariotskih aspartilnih proteaza. Svaki domen doprinosi jednim katalitičkim Asp ostatkom, s proširenom aktivnim otvorom, lokalizovanim između dva molekulska režnja. Jedan režanj je verojatno evoluirao iz drugih duplikacijom gena u dalekoj prošlosti. U današnjem enzimu, iako su trodimenzionalne strukture vrlo slične, sekvence aminokiselina su divergentne, osim motiva katalitičkog mesta, koji je vrlo očuvan. Prisustvo i položaj disulfidnih i drugih mostova su konzervirana obeležja asparaginske peptidaze.

## Mehanizam katalize
Aspartil proteaze su visoko specifična porodica proteaza. Ovi enzimi imaju tendenciju da cepaju dipeptidne veze koje imaju hidrofobni ostatak, kao i beta-metilensku grupu. Za razliku od serinske ili cisteinske proteaze, ove proteaze tokom aktivnosti nemaju kovalentnu vezu s međuproduktom. Proteoliza se stoga odvija u jednom koraku.
Iako su predložene brojni mehanizmi delovanja aspartil proteaza, najšire je prihvaćen generalni kiselinsko-bazni mehanizam koji uključuje koordinaciju molekule vode između dva visoko konzervirana aspartatna ostataka. Jedan od aspartata aktivira voda, apstrahovanjem protona, omogućavajući vodi nukleofilni napad na karbonilni ubljenik supstrata, raskidajući veze i stvarajući tetraedni oksianjon međuprodukta. Njegovo preuređenje dovodi do protonacije cepanog amida što rezultira u razgradnji peptidnog supstrata u dva peptidna proizvoda.

## Inhibicija
Jedan od inhibitiora aspartanih proteaza je pepstatin.

## Klasifikacija
Poznato je pet enzimskih superfamilija (klanova) aspatatnih proteaza, od kojih svaka imala nezavisnu evoluciju istog aktivnog mesta i mehamizma katalize.
Svaka superfamilija sadrži nekoliko proteinskih familija sa sličnim sekvencama. Klasifikacijski sistem MEROPS, ove klanove imenuje abecedno:
- Klan AA (porodica pepsina)
- Klan AC (na primer: porodica signalnih peptidaza II)
- Klan AD (na primer: porodica presenilina)
- Klan AE (na primer: porodica Gpr endopeptidaza)
- Klan AF (na primer: porodica omptina)

## Propeptid
Mnoge eukariotske asparaginske endopeptidaze (porodica A1 MEROPS) peptidaza se sintetišu sa signalnim peptidom i propeptidima. Kod životinja pepsinoliki propeptidi endopeptidaze formiraju zasebnu porodicu propeptida, koji sadrže konzervirani motiv od oko 30 dugih ostataka aminokiselina. U pepsinogenu A, prvih 11 ostataka zrele pepsinske sekvence je razmešteno ostacima propeptide. Propeptid sadrži dva heliksa koji blokiraju pukotinu aktivnog mesta, specifično konzervirani Asp11 ostatak, u pepsinu, se vodonično vezuje sa konzerviranom Arg ostatkom propeptida. Ova vodonična veza stabilizuje konformaciju propeptida i verojatno je odgovorna za iniciranje konverzije pepsinogena u pepsin, u kiselim uslovima.

## Primeri

### Čovek
- BACE1, BACE2
- Katepsin D
- Katepsin E
- Himozin (ili "renin")
- Napsin-A
- Nepentezin
- Pepsin
- Plazmepsin
- Presenilin
- Renin

### Ljudski proteini sa ovom domenom
BACE1; BACE2; CTSD; CTSE; NAPSA; PGA5; PGC; REN;

### Ostali organizmi
- HIV-1 proteaza – glavni cilj lekova u tretmanu HIV-a:

## Spoljašnje veze
- MEROPS online database for peptidases and their inhibitors: http://merops.sanger.ac.uk/cgi-bin/family_index?type=P#A Архивирано на веб-сајту  (4. април 2017) Aspartic Peptidases
- Aspartic+Endopeptidases на 
- http://merops.sanger.ac.uk/cgi-bin/famsum?family=A1 Архивирано 2012-12-23 на сајту  MEROPS family A1]